# Història de l'Afganistan

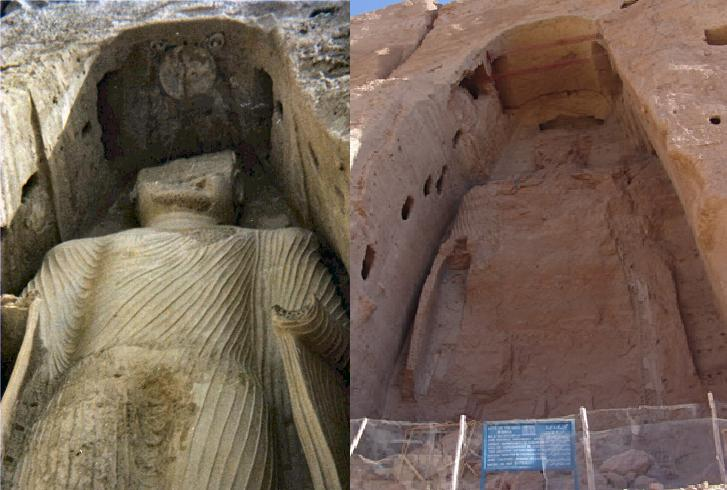
Estàtua de Buda a Bāmīān abans i després de la seva destrucció pels talibans el 21 de març de 2001.

La situació geogràfica de l'Afganistan l'ha convertit en lloc de trobada d'imperis i civilitzacions, així com en encreuament d'importants rutes comercials com la Ruta de la Seda. Aquest fet, així com l'estructura tribal, fa difícil la definició de l'Afganistan com Estat al llarg de la Història.

## Prehistòria
Els primers pobladors de l'actual Afganistan daten del Paleolític mitjà, tal com ho testimonien les zones arqueològiques de Dara-i Kur i Aq Kupruk. A partir del VII mil·lenni a.C. van començar les primeres activitats agrícoles i amb això, els primers establiments permanents. Les primeres ciutats apareixerien amb la cultura Shortugai en el IV mil·lenni de la mateixa era.

## Edat antiga
Va participar de la civilització de la vall de l'Indus. A partir del II mil·lenni diverses tribus iranianes i àries es van establir en sòl afganès i posteriorment, Cir el Gran la va incorporar a l'Imperi Persa, organitzant-lo en cinc satrapies, contribuint a una esplendor sense precedents i acollint la religió de Zoroastre, així com la contribució dels seus habitants a les campanyes militars contra els grecs.
Alexandre el Gran va permetre als nadius bactrians mantenir les seves estructures sociopolítiques possibilitant la cruïlla cultural entre la cvultura persa i la hel·lènica.

### De l'Imperi Selèucida a l'imperi sassànida
A la mort d'Alexandre, els bactrians es van incorporar a l'Imperi Selèucida, el qual va sostenir nombroses guerres amb el sobirà indi Chandragupta. Cap a l'any 250 aC, neix el regne de Bactria que va aconseguir expandir-se cap a l'Índia, i anys més tard va rebre una nova invasió dels aris Kushan, donant lloc al regnat de Kujula Kadphises i Kaniska i iniciant un període d'influència religiosa del budisme, sota el qual van florir monuments com el de Bamiyan i Hadda.
Al segle III l'imperi kuixan es va començar a fragmentar en regnes semi-independents. Al voltant del 225 Vasudeva va morir i l'imperi kuixan es va dividir en la meitat occidental i oriental. Al voltant del 224-240, els sassànides encapçalats per Artaxerxes I van envair Sogdiana, Bactriana i Gandhara, on es van conèixer com els indo-Sassànides. Al voltant del 270 els kuixans van perdre la resta dels seus territoris a la plana del Ganges on l'Imperi Gupta es va establir al voltant del 320, i a mans dels sassànides durant el regnat de Sapor II.

## Edat mitjana

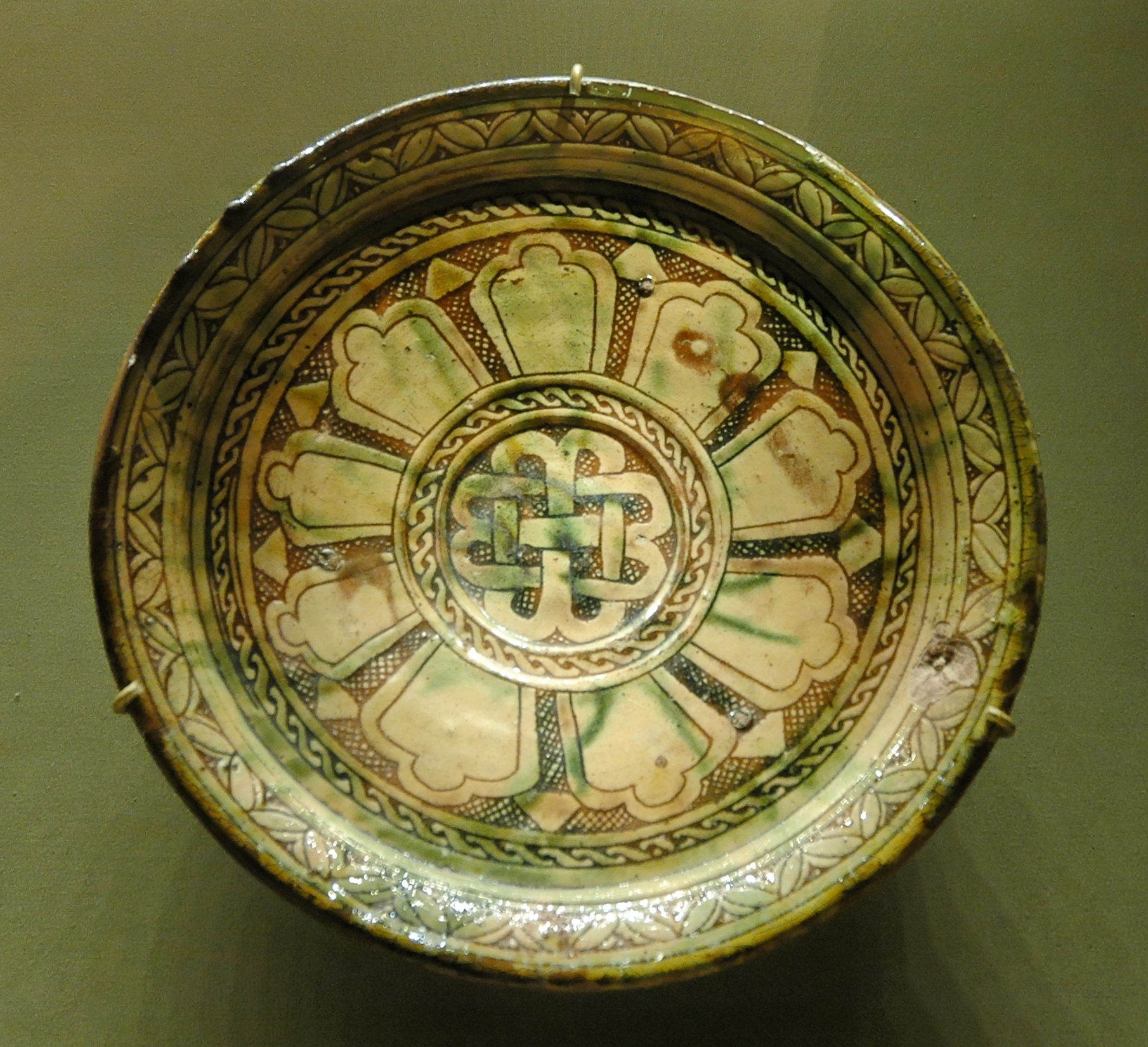
Plat de fang amb esmalt transparent trobat a la vall de Bāmīān (segles -)

Les conquestes musulmanes de l'Afganistan van començar durant la Conquesta musulmana de Pèrsia quan els musulmans àrabs emigraven cap a l'est a Khorasan, Sistan i Transoxiana. Quinze anys després de la batalla de Nihawand l'any 642, van controlar tot l'imperi Sassànida i van arribar a Bactriana, on van trobar una tenaç resistència dels seus habitants. Amb Nasr II els afganesos van aconseguir cert nivell d'independència, però els Gaznèvides Alptegin i Mahmud de Ghazni van conquerir el territori. La pau no va durar molt i l'Imperi Seljúcida es van enfrontar a Bahram Xah fins a imposar en el tron a la dinastia dels gúrides, que van ampliar el regne fins a l'Índia i governarien fins al segle XVI. Les diverses lluites dels prínceps afganesos pel control del país, van portar a la devastadora invasió mongola de Genguis Kan l'any 1221, qui va incorporar el país al kaganat de Yagatay, excepte la regió d'Herat, on els gurides encara mantindrien el seu domini fins al 1380. Tamerlà va governar amb mà dura el país i va destruir el seu sistema agrícola provocant una gran destrucció al sud de l'Afganistan, matant milers i esclavitzant un nombre igual de dones. Aliat amb els uzbeks, hazaras i altres comunitats turques del nord, el seu domini sobre l'Afganistan va ser de llarga durada, cosa que li va permetre impulsar les seves futures conquestes reeixides a Anatòlia Central contra els otomans.

## Edat moderna
Mort Tamerlà el 1405, el país va viure un renaixement sota el regnat de Xah Rukh (1405-1447) des de Harat. Sota els safàvides, a partir de 1502, el país adoptà el xiisme, mentre una gran majoria de població es mantenia sunnita. La ruptura amb Pèrsia es feia evident. Cap part de l'Afganistan va passar mai sota el govern del sultanats de Delhi, i amb la lenta desintegració de l'Imperi Timúrida, Baber descendent de Timur, va ocupar Lahore i va derrotar les forces d'Ibrahim Lodi a la batalla de Panipat l'abril de 1526 i va ocupar Delhi i Agra arribant fins a Djawnpur i Ghazipur. Llavors va derrotar a Rana Sanga, rei de Chitor, a Khanua (mars de 1527) i va derrotar els afganesos orientals a la unió del riu Gogra amb el Ganges (maig de 1529) el que tot i la pèrdua de Harat a mans dels safàvides li va donar el domini fins a Bengala establint l'Imperi mogol, que al segle XVII governava la major part de l'Índia, però va decaure durant el segle XVIII. En els segles xvi i xvii, l'Afganistan fou dividit entre l'imperi mogol i Pèrsia. L'afganès Nadir (1736-47), després de la derrota dels safàvides, annexionà Pèrsia, unió que perdurà fins al seu assassinat.
La decadència del domini mogol va començar amb la mort d'Aurangzeb en 1707, la qual cosa va permetre a les tribus afganeses a deslligar-se dels successors d'aquest i dels governants iranians. Un dels seus caps, Mir Uways, es va proclamar emir a Kandahar i el seu fill, Mahmud s'apoderaria de Kirman i Esfahan, alhora que lidiarien amb el moviment de Nàdir-Xah Afxar, el qual es va proclamar rei en apoderar-se de Kabul en 1738. El seu successor, Àhmad Xah Durrani fundaria l'Imperi Durrani i va proclamar la independència de l'Afganistan l'any 1747 quan fou escollit emir, i fins al moment de la seva mort l'any 1773 va dominar el Panjab i Delhi, territoris que els seus successors no van poder mantenir, i és considerat com el govern fundacional de l'estat-nació modern d'Afganistan. Amb el govern d'Àhmad, l'imperi va realitzar importants conquestes, sobretot a l'Índia. El seu successor, Timur Xah Durrani, va traslladar la capital de Kandahar a Kabul en 1774 i va proporcionar pau al país encara que aquest va mostrar símptomes d'una decadència que va explotar amb les lluites pel tron que esdevindrien després de la seva mort i van persistir fins al 1838.
Després de la decadència de l'Imperi Durrani i la mort d'Àhmad Xah Durrani i Timur Xah, es va dividir en múltiples emirats independents més petits, inclosos, entre d'altres, Herat, Kandahar i Kabul. L'Afganistan es reuniria al segle XIX després de set dècades de guerra civil del 1793 al 1863, amb guerres d'unificació liderades per Dost Muhàmmad, que es considera generalment el fundador del primer estat afganès modern, del 1823 al 1863, on va conquerir els principats independents de l'Afganistan sota l'emirat de Kabul. Dost Mohammad va morir el 1863, dies després de la seva darrera campanya per unir l'Afganistan, que va viure una nova guerra civil entre els seus successors.
Les successives conquestes russes dels kanats de l'Asia central van fer pensar als britànics que els russos es proposaven conquerir l'Índia utilitzant Afganistan com base. Per a evitar-ho, en 1838 van declarar la que seria la Primera guerra angloafganesa, per a col·locar un govern titella a l'Afganistan. Aquest règim va resultar fràgil, i insostenible sense el suport militar britànic. Cap a 1842, les forces britàniques desplaçades a l'Afganistan van haver de retirar-se a causa de les contínues hostilitats a què eren sotmeses per part de la població civil afganesa. A causa d'aquesta humiliació, els britànics van haver de considerar l'Afganistan com un estat coixí en el Gran Joc. Mentrestant, els russos continuaven la seva expansió, i l'any 1868 ja arribaven al marge septentrional del riu Amudarià. En 1878 van enviar una missió diplomàtica a Kabul, la qual cosa va provocar que els britànics forcessin Sher Ali, governant de l'Afganistan, a rebre a altra missió diplomàtica britànica, que va ser rebutjada, fet que va provocar la Segona guerra angloafganesa, que va veure una victòria britànica i l'establiment reeixit de la influència política britànica sobre l'Afganistan.

## Edat contemporània
Les tensions anglorusses fan presència a la zona al tombant del segle xix, i a partir del 1837 s'inicià la influència britànica sobre el país. Finalment, Rússia i Anglaterra garantiren la independència de l'Afganistan l'any 1907, fet que no es va consolidar fins al 19 d'agost del 1919, un cop acabada la Tercera Guerra Angloafganesa. El país va ser neutral durant la Segona Guerra Mundial, i l'any 1946 es va establir, al llarg del riu Amudarià, la frontera amb la Unió Soviètica. L'intent de crear un Pakhtunistan (unió de les poblacions de llengua paitxu de l'est de l'Afganistan i les de l'oest del Pakistan) va portar a la ruptura diplomàtica entre els dos països (1961-1963).
L'any 1973, un cop d'Estat posà fi a la monarquia: Sardar Muhammad Daud Khan proclamà la República i va assumir el govern. L'any 1978, un nou cop d'Estat va dur al poder Abdbul Qadir. El mateix any, Nur Muhammad Taraki, d'ideologia comunista, fou nomenat cap d'Estat per part del consell revolucionari de les forces armades i va augmentar la dependència del país envers l'URSS. Aquest fet li va suposar una confrontació oberta amb les guerrilles nacionalistes tradicionals (i doncs islàmiques), els mujahidins. El 1979, Hafizulla Amin (de la facció Khalq i primer ministre) enderrocà Taraki ajudat pel govern dels Estats Units amb l'Operació Cicló. La Unió Soviètica decidí intervenir per a donar suport al govern, eliminà Amin i afavorí Babrak Karmal, de la facció Parcham. La presència soviètica va fer que s'intensifiqués la lluita entre el govern i la guerrilla musulmana, i va fer exiliar molta població al Pakistan. El 1986 Karmal fou substituït per Muhammad Najibullah. L'any 1988, el desgast dels soviètics va propiciar els acords de Ginebra entre l'Afganistan, el Pakistan i l'URSS, en els quals es va determinar que les tropes soviètiques es retiressin del país.
Després de l'expulsió dels soviètics la guerra civil va reprendre entre els partidaris de Burhanuddin Rabbani (el president) i Ahmad Shah Massud, (ministre de defensa) i les faccions fidels a Gulbuddin Hekmatiar (ocasionalment ajudat per les guerrilles del comandant Dostam). Els intents de pau negociada per part de l'ONU varen fracassar. Finalment, un tercer grup format per islamistes radicals sunnites, els taliban, dominaren dues parts del país i l'any 1996 conqueriren la capital. L'Afganistan fou sotmès a partir de llavors a una interpretació extrema de la xara, que deixava a les dones un estatus denigrant i castigava tota dissidència amb pràctiques brutals.
Després dels atemptats de l'11 de setembre de 2001, l'Afganistan fou acusat de donar refugi a Osama bin Laden, cap de la xarxa terrorista fonamentalista islàmica al-Qaida, i suposat autor dels atemptats. El desembre del 2001, les Nacions Unides autoritzaren la creació d'una coalició internacional, liderada pels nord-americans, que enderrocà el règim talib i intentà instaurar un govern democràtic. S'iniciaren converses, sota la tutela de l'ONU, amb líders de diferents ètnies per a configurar el futur polític del país. S'anomenà al paixtu Hamed Karzai com a cap del govern provisional i es determinaren eleccions per a l'any 2004. Els taliban es convertiren en guerrilla antigovernamental dirigida pel mul·là Omar.
El gener del 2004 s'aprovà una constitució que defineix el país com una república islàmica que retorna la igualtat de drets a les dones i defensa el respecte a les minories religioses. El resultat de les eleccions donaren la victòria a Karzai, amb un 55,4% dels vots (recompte repetit diverses vegades per un suposat frau). El retorn dels refugiats del règim talibà, sobretot del Pakistan, i la desastrosa situació econòmica del país van afavorir el cultiu de l'opi i el narcotràfic, que durant el període dels taliban havia estat prohibit. El 6 de març de 2016, el president Ashraf Ghani de l'Afganistan va anunciar al Parlament afganès que havia estat derrotat l'Estat Islàmic a la part oriental de país. El setembre de 2020, el govern afganès va alliberar més de 5.000 presoners talibans, inclosos 400 condemnats per delictes importants com assassinat, en el marc de l'Acord de Doha de 2020 entre els Estats Units i els talibans. Molts dels veterans alliberats van tornar al camp de batalla per reforçar els talibans. El 22 de juny els combatents talibans llancen una sèrie d'atacs al nord del país, el 2 de juliol les tropes nord-americanes es retiren de la seva base de Bagram, posant punt-i-final efectiu a la intervenció dels Estats Units a la guerra, el 21 de juliol els talibans ja controlen la meitat de l'estat i el 6 d'agost prenen Zaranj i nou capitals de província més ho fan els dies següents, incloent Kunduz, al nord, i el 15 d'agost el president Ashraf Ghani va fugir del país. La guerra va acabar en 2021 amb la presa de Kabul per part dels talibans després de la retirada dels aliats.